# اغتراب اجتماعي

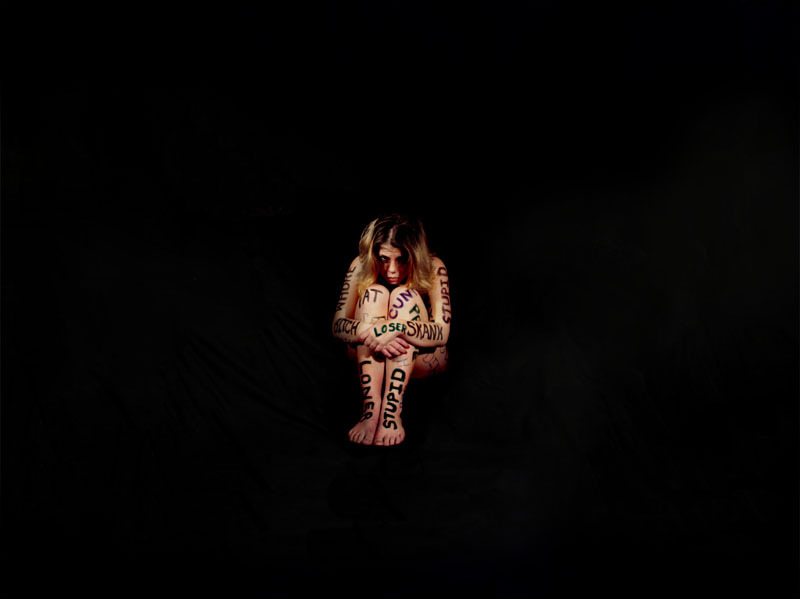

الاستلاب أو الانخلاع أو الانسلاخ أو الاغتراب الاجتماعي (بالإنجليزية: Social alienation)‏ هو حالة في العلاقات الاجتماعية تنعكس حسب درجة التفاعل أو التكامل الاجتماعي، والقيم، والأخلاق ودرجة المسافة أو العزلة الاجتماعية بين الأفراد، أو بين الفرد ومجموعة من الناس في مجتمع أو بيئة العمل. فهو مصطلح في علم الإجتماع وضع من قبل العديد من المنظرين الكلاسيكيين والمعاصرين، فهو مصطلح له العديد من الاستخدامات والضوابط المحددة.

## تاريخه
وقد استخدم مصطلح «الاغتراب» على مر العصور بمعاني متنوعة ومتناقضة في بعض الأحيان. في التاريخ القديم يمكن أن يعني الإحساس الميتافيزيقي بتحقيق حالة أعلى من التأمل. وقد تم تتبع الأمثلة على هذا الاستخدام إلى الفلاسفة النيوبلاتونيين مثل بلوتينوس (في اليونانية  ألويوسيس). هناك أيضا مفاهيم دينية طويلة من الانفصال أو البعد عن الله والإيمان. العهد الجديد يذكر مصطلح أبالوتريوماي باللغة اليونانية - «كونها غريبة عن». وقد وصفت أيضا أفكار الغرور في العصر الذهبي، أو ما يعادلها تقريبا في [الثقافات] [أو الأديان، ومفاهيم الاغتراب. ويظهر الشعور الإيجابي والسلبي المزدوج للاغتراب على نطاق واسع في المعتقدات الروحية المشار إليها باسم (الغنوصية).

### ماركس
كان ماركس في البداية ضمن معسكر الهيغلي الشاب ورفض، شأنه شأن فيورباخ، الأساس الروحي، وتمكن من تكييف نموذج الجدل الخاص بهيغل مع نظرية المادية (التاريخية). ذُكرت نظرية ماركس في الاغتراب بأوضح شكل في المخطوطات الفلسفية والاقتصادية 1844 والأيديولوجيا الألمانية (1846). كتب ماركس «الشاب» عن الاغتراب بصورة متكررة وبشكل مباشر أكثر مما فعل ماركس «الناضج»، الأمر الذي رآه البعض انقطاعًا أيديولوجيًا في حين أكد آخرون أن هذا المفهوم بقي مركزيًا بالنسبة لماركس. يرى البنيويون عمومًا تحولًا من مفهوم (كالاغتراب الداخلي عن الذات) أنثروبولوجي فلسفي (الإنسانية الماركسية) إلى تفسير تاريخي بنيوي (كالاغتراب الخارجي عبر الاستيلاء على العمل) ترافق بتغير في الاصطلاح من الاغتراب إلى الاستغلال وإلى تقديس السلعة والتشيؤ. صُنفت مفاهيم ماركس حول الاغتراب ضمن أربع أنماط من قبل كوستاس أكسيلوس: اغتراب اجتماعي واقتصادي واغتراب سياسي واغتراب إنساني واغتراب أيديولوجي.
يشير المعنى الأبرز للمفهوم إلى جانب الاغتراب الاجتماعي والاقتصادي الذي ينفصل فيه العمال عما ينتجونه وعن أسباب إنتاجهم له. رأى ماركس في الاغتراب نتيجة منهجية للنظام الرأسمالي. من حيث الجوهر، ثمة «استغلال للبشر من قبل البشر» يخلق معه تقسيم العمل هرميةً اقتصادية (أكسيلوس، 1976: 58). استندت نظريته في الاغتراب على ملاحظته أنه في الإنتاج الصناعي الوليد في ظل النظام الرأسمالي يفقد العمال بشكل حتمي سيطرتهم على حيواتهم وأنفسهم بفقدانهم لأي سيطرة على عملهم. لا يصبح العمال قط بشرًا مستقلين يحققون ذواتهم بأي معنى، باستثناء الطريقة التي يريد بها البرجوازي أن يحقق العامل ذاته. تعتمد نظريته على كتاب فيورباخ جوهر المسيحية (1841) الذي يحاجج أن فكرة الله قد غربت صفات الإنسان. وسّع شتيرنر التحليل في كتابه الأنا وذاتها (1844) معلنًا أنه حتى «الإنسانية» هي مثل مغرّب للفرد، واستوجب الكتاب ردًا من ماركس وإنغلز في الأيديولوجية الألمانية (1845). يحدث الاغتراب في المجتمعات الرأسمالية لأن كل فرد يساهم في عمله في الثروة المشتركة لكنه لا يستطيع التعبير عن هذا الجانب الفرداني الاجتماعي بشكل جذري سوى عبر نظام إنتاج ليس اشتراكيًا علنًا بل مملوك بشكل فردي، يقوم ضمنه كل فرد بدور آلة لا بدور كائن اجتماعي. يلخص كوستاس أكسيلوس أنه بالنسبة إلى ماركس، في ظل النظام الرأسمالي «يجعل العمل من الإنسان مغتربًا عن نفسه وعن منتجاته». «يعني الشعور بالضيق الناتج عن هذا الاغتراب عن الذات أن العامل لا يؤكد ذاته بل ينكرها، ولا يشعر بالرضى بل بالتعاسة.... لا يشعر العامل بنفسه سوى خارج العمل، وفي عمله يشعر باغتراب عن ذاته... وصفته الاغترابية تظهر بوضوح في حقيقة أنه بمجرد عدم وجود إكراه جسدي أو أي إكراه آخر، فيجري تجنبه كالطاعون». كتب ماركس أيضًا، بشكل مختصر، أن الملاك الرأسماليين يختبرون أيضًا الاغتراب من خلال الاستفادة من الآلة الاقتصادية عبر منافسة لا نهاية لها واستغلال الآخرين والإبقاء على الاغتراب الجمعي في المجتمع.
تشير فكرة الاغتراب السياسي إلى فكرة أن «السياسة هي الصيغة التي تنظم القوى المنتجة للاقتصاد» بطريقة تخلق الاغتراب لأنها «تشوه منطق التطور الاقتصادي».
في الاغتراب الإنساني يصبح الأفراد مغتربين عن أنفسهم في صراعهم للبقاء على قيد الحياة، حيث «يخسرون وجودهم الحقيقي في صراعهم لتأمين سبل بالعيش» (أكسيلوس 1976: 111). يركز ماركس على جانبين من الطبيعة البشرية يسميهما «الشروط التاريخية». يشير الجانب الأول إلى ضرورة الغذاء والملبس والمأوى وما إلى ذلك. ثانيًا، يرى ماركس أنه بعد تلبية هذه الحاجات الرئيسية، يميل الناس إلى خلق المزيد من «الحاجات» أو الرغبات التي سيعملون على إشباعها، وهكذا يصبح البشر عالقين في دائرة مغلقة من الرغبات مما يجعلهم مغتربين عن بعضهم بعضًا.
عند الإشارة إلى الاغتراب الأيديولوجي، يقول أكسيلوس أن ماركس كان يرى أن الأديان جميعها تبعد البشر عن «سعادتهم الحقيقية» وتوجههم عوضًا عن ذلك نحو «سعادة وهمية».
ثمة مشكلة شائعة في الترجمة في التعامل مع أفكار الاغتراب المشتقة من نصوص فلسفية كتبت باللغة الألمانية: كلمة اغتراب وكلمات مماثلة مثل تغريب، تستخدم عادة بشكل متبادل لترجمة كلمتين ألمانيتين مختلفتين، إنتفرمدونغ Entfremdung وإنتاوبيرونغ Entauberung. الكلمة الأولى تعني بالتحديد اغترابًا شخصيًا، في حين قد تشتمل الكلمة الثانية على معنى أوسع وأكثر نشاطًا بأنها قد تشير أيضًا إلى التجسم أو التنازل أو بيع (الاغتراب) الملكية. إجمالًا وخلافًا لأسلافه، ربما استخدم ماركس المصطلحين بشكل متبادل، على الرغم من أنه كتب أن « Entfremdung... يشكل الأثر الحقيقي لهذا Entauberung».

### القرن العشرين
كان العديد من علماء الاجتماع في أواخر القرن التاسع عشر وأوائل القرن العشرين قلقين بشأن التأثيرات الغريبة للتحديث. كتب علماء الاجتماع الألمان جورج سمل وفرديناند تونيز أعمالاً كثيرة حول الفردية والتحضر. يصف سيمل في فلسفة المال كيف تصبح العلاقات أكثر وأكثر بوساطة المال. ويمكن ملاحظة فكرة الاغتراب هذه في بعض السياقات الأخرى، على الرغم من أن المصطلح قد لا يستخدم على نحو متكرر. وفي سياق علاقات الفرد داخل المجتمع، يمكن أن يعني الاغتراب عدم استجابة المجتمع ككل لفردية كل فرد من أعضاء المجتمع. وعندما تتخذ القرارات الجماعية، يكون من المستحيل عادة مراعاة الاحتياجات الفريدة لكل شخص.

## انعدام القوة والسلطة
وقد تم تعريف الاغتراب بمعنى عدم وجود السلطة من الناحية الفنية من قبل سيمان على أنه «توقع أو احتمال من قبل الفرد أنه عن طريق سلوكه لا يمكن تحديد وقوع النتائج». ويدعي سيمان أن هذا هو «مفهوم الاغتراب لأنه نشأ من وجهة النظر الماركسية لحالة العامل في المجتمع الرأسمالي: فالعامل مغترب لدرجة أن أصحاب الامتيازات ووسائل اتخاذ القرار مصادرة من قبل أصحاب المشاريع الحاكمة».

## الاغتراب السياسي
ويمكن أن يكون أحد مظاهر وأبعاد الاغتراب المذكورة أعلاه هو الشعور بالخروج عن النظام السياسي وعدم المشاركة فيه. ويمكن أن ينتج عن هذا الاغتراب السياسي عدم تحديد أي حزب أو رسالة سياسية معينة، ويمكن أن يؤدي إلى ثورة، أو الامتناع عن العملية السياسية، ربما بسبب عدم مبالاة الناخبين.

## العجز
يمكن أن تكون الاختلافات بين الأشخاص ذوي الإعاقة والأفراد ذوي القدرات النسبية سببا للاغتراب. دراسة واحدة، «الاغتراب الاجتماعي وتحديد الأقران: دراسة البناء الاجتماعي للصمم»، وجدت أنه قد ظهر بين الصم البالغين قضية واحدة باستمرار في جميع فئات التجربة وهي: الرفض الاجتماعي من قبل، والاغتراب من، مجتمع السمع أكبر. فقط عندما وصف المشاركون التفاعل مع الصم موضوع العزلة تفسح المجال للتعليقات حول المشاركة والتفاعل. ويبدو أن هذا يرتبط باحتياجات محددة، على سبيل المثال للمحادثة الحقيقية، للحصول على المعلومات، وفرصة لتطوير صداقات وثيقة والشعور بالأسرة.